# (74225) 1998 SR9
(74225) 1998 SR9 – planetoida z pasa głównego asteroid okrążająca Słońce w ciągu 4,57 lat w średniej odległości 2,75 j.a. Odkryta 17 września 1998 roku.